# Campeonato Uruguaio de Futebol de 1952 – Segunda Divisão
O Campeonato Uruguaio de Segunda Divisão de 1952, também conhecido oficialmente como Campeonato Uruguayo de Primera División "B" de 1952 ou simplesmente como Primera "B" de 1952, foi a décima primeira edição do torneio de segundo nível do futebol profissional do Uruguai. Organizado pela Associação Uruguaia de Futebol (AUF), a competição definiu a equipe que ascenderia à Primeira Divisão na temporada seguinte. O torneio foi marcado pela campanha consistente do Wanderers, que garantiu o título e seu retorno à elite do futebol uruguaio após um ano na segunda divisão.

## Regulamento e Formato
O campeonato foi disputado em um formato de pontos corridos, com oito equipes. Cada time enfrentou os demais duas vezes (turno e returno), totalizando 14 partidas por clube. A pontuação seguia o padrão:
- Vitória: 2 pontos
- Empate: 1 ponto
- Derrota: 0 pontos

Ao final, o time com mais pontos foi coroado campeão e promovido. O rebaixamento foi definido pelo sistema de promedios (média de pontos em 1951 e 1952), exceto para o Wanderers (rebaixado em 1951) e Cerrito (promovido em 1951), avaliados apenas por 1952.

## Equipes Participantes
As equipes da temporada foram:
- Wanderers: Rebaixado da Primeira Divisão em 1951.
- Artigas, Bella Vista, Fénix, Miramar, Progreso e Racing: Permaneceram na divisão.
- Cerrito: Promovido da Terceira Divisão em 1951.

## Desempenho e Classificação Final
O Wanderers liderou a competição com 9 vitórias, 4 empates e apenas 1 derrota, terminando com a melhor defesa (12 gols sofridos). O Miramar teve o melhor ataque (28 gols).
A tabela final foi:
| P  | Equipe      | J  | V | E | D  | GF | GC | SG  | PTS |
| -- | ----------- | -- | - | - | -- | -- | -- | --- | --- |
| 1º | Wanderers   | 14 | 9 | 4 | 1  | 26 | 12 | 14  | 22  |
| 2º | Bella Vista | 14 | 8 | 3 | 3  | 24 | 18 | 6   | 19  |
| 3º | Progreso    | 14 | 5 | 8 | 1  | 23 | 19 | 4   | 18  |
| 4º | Fénix       | 14 | 5 | 3 | 6  | 26 | 15 | 11  | 13  |
| 5º | Miramar     | 14 | 6 | 1 | 7  | 28 | 20 | 8   | 13  |
| 6º | Racing      | 14 | 3 | 6 | 5  | 18 | 20 | −2  | 12  |
| 7º | Cerrito     | 14 | 4 | 4 | 6  | 10 | 13 | −3  | 12  |
| 8º | Artigas     | 14 | 1 | 1 | 12 | 12 | 50 | −38 | 3   |

## Promoção e Rebaixamento
- Promovido à Primeira Divisão (1953): Wanderers.
- Rebaixado por promedios: Artigas (5.5 pontos na média 1951–1952).[4]

### Médias de rebaixamento (1951–1952)
- Wanderers: 22.0 (apenas 1952)
- Fénix: 17.5
- Bella Vista: 16.5
- Progreso: 16.0
- Miramar: 13.5
- Cerrito: 12.0 (apenas 1952)
- Racing: 11.0
- Artigas: 5.5

## Estatísticas

### Artilharia
- A. O. Miranda (Racing): 10 gols.[5]